# Amelia International
Amelia International, más conocida como Amelia (IATA: 8R, OACI: AIA, e indicativo AMELIA), es una aerolínea comercial y chárter eslovena fundada en 2019, propiedad de la empresa francesa Regourd Aviation. El nombre es un homenaje a la pionera de la aviación Amelia Earhart.
Tiene base en el aeropuerto de París-Orly. La actividad principal es el alquiler de aeronaves con tripulación para terceras empresas y el transporte regular de pasajeros en Francia. Amelia (Aero4M) tiene un certificado de transporte aéreo esloveno y opera principalmente aviones Embraer. 

## Historia
Aero4M se fundó en 2008 y se dedicaba al mantenimiento de base y de línea para helicópteros. Aero4M se convirtió en aerolínea en junio de 2012. El Grupo de Aviación Regourd (actualmente Amelia) utiliza esta aerolínea con certificado de transporte aéreo esloveno para operar parte de su flota en Europa, compuesta principalmente por bimotores ERJ-145 de 50 plazas.
En julio de 2019, el Grupo de Aviación Regourd anunció un cambio de nombre a Amelia (en homenaje a la aviadora estadounidense Amelia Earhart), que gradualmente daría lugar a cambios de nombre en sus filiales, como Aero4M, que se convirtió en Amelia International.
El 21 de enero de 2020, Amelia comenzó a operar la ruta Rodez-París-Orly como aerolínea independiente, adquirida tras una licitación (en virtud de una Obligación de Servicio Público) a Eastern Airways. Esta es su primera ruta comercial regular con su propio nombre, y no con el de una aerolínea externa. Tras la abrupta retirada de Air France de la ruta París-Clermont-Ferrand, Amelia operó su segunda ruta regular en esta ruta a partir de septiembre de 2020.
En noviembre de 2020, Amelia firmó un acuerdo de código compartido con Air France.
En diciembre de 2010, Amelia International anunció el lanzamiento de su nueva filial, Amelia Executive, utilizando un avión Airbus A319-100 (F-HDRA) configurado exclusivamente con sesenta asientos en clase business, además de un depósito de combustible adicional para vuelos de larga distancia.

## Destinos
Amelia International opera en la actualidad (julio de 2025) vuelos regulares a los siguientes destinos:
| Países  | Destinos | Aeropuertos                |
| ------- | -------- | -------------------------- |
| Francia | París    | Aeropuerto de París-Orly   |
| Francia | Pau      | Aeropuerto de Pau-Pirineos |

### Antiguos destinos
| Países       | Destinos           | Aeropuertos                              |
| ------------ | ------------------ | ---------------------------------------- |
| Alemania     | Múnich             | Aeropuerto Internacional de Múnich       |
| Bélgica      | Bruselas           | Aeropuerto de Bruselas                   |
| Francia      | Ajaccio            | Aeropuerto de Ajaccio-Napoleón Bonaparte |
| Francia      | Aurillac           | Aeropuerto de Aurillac-Tronquières       |
| Francia      | Brive-la-Gaillarde | Aeropuerto de Brive-Souillac             |
| Francia      | Castres            | Aeropuerto de Castres-Mazamet            |
| Francia      | Clermont-Ferrand   | Aeropuerto de Clermont-Ferrand/Auvergne  |
| Francia      | Estrasburgo        | Aeropuerto de Estrasburgo                |
| Francia      | Lorient            | Aeropuerto de Lorient-Bretaña Sur        |
| Francia      | Lourdes            | Aeropuerto de Tarbes-Lourdes-Pirineos    |
| Francia      | Lyon               | Aeropuerto de Lyon-Saint Exupéry         |
| Francia      | Niza               | Aeropuerto Int. de Niza-Costa Azul       |
| Francia      | Rodez              | Aeropuerto de Rodez-Marcillac            |
| Países Bajos | Ámsterdam          | Aeropuerto de Ámsterdam-Schiphol         |

## Flota

### Flota actual
A julio de 2025, la flota de Amelia consiste en las siguientes aeronaves:
| Aeronaves       | En servicio | Pedidos | Pasajeros                                         | Pasajeros                                         | Pasajeros                                         | Matrículas                                        | Antigüedad                                        |
| Aeronaves       | En servicio | Pedidos | C                                                 | Y                                                 | Total                                             | Matrículas                                        | Antigüedad                                        |
| --------------- | ----------- | ------- | ------------------------------------------------- | ------------------------------------------------- | ------------------------------------------------- | ------------------------------------------------- | ------------------------------------------------- |
| Airbus A319-100 | 2           | —       | 60                                                | —                                                 | 60                                                | F-HDRA                                            | 20,9 años                                         |
| Airbus A319-100 | 2           | —       | —                                                 | 144                                               | 144                                               | F-HDSJ                                            | 16,6 años                                         |
| Airbus A320-200 | 4           | —       | —                                                 | 180                                               | 180                                               | F-HDRE                                            | 19,3 años                                         |
| Airbus A320-200 | 4           | —       | —                                                 | 180                                               | 180                                               | F-HDRF                                            | 18,8 años                                         |
| Airbus A320-200 | 4           | —       | —                                                 | 180                                               | 180                                               | F-HDRG                                            | 18,7 años                                         |
| Airbus A320-200 | 4           | —       | —                                                 | 178                                               | 178                                               | F-HBNA                                            | 15,1 años                                         |
| Embraer ERJ-135 | 1           | —       | —                                                 | 37                                                | 37                                                | F-HMOV                                            | 22,1 años                                         |
| Embraer ERJ-145 | 9           | —       | —                                                 | 49                                                | 49                                                | F-HRAV                                            | 26,1 años                                         |
| Embraer ERJ-145 | 9           | —       | —                                                 | 49                                                | 49                                                | S5-ACJ                                            | 26,1 años                                         |
| Embraer ERJ-145 | 9           | —       | —                                                 | 49                                                | 49                                                | F-HRAM                                            | 25,2 años                                         |
| Embraer ERJ-145 | 9           | —       | —                                                 | 49                                                | 49                                                | F-HRGD                                            | 24,5 años                                         |
| Embraer ERJ-145 | 9           | —       | —                                                 | 49                                                | 49                                                | F-HYOG                                            | 23,7 años                                         |
| Embraer ERJ-145 | 9           | —       | —                                                 | 49                                                | 49                                                | F-HGYM                                            | 25,5 años                                         |
| Embraer ERJ-145 | 9           | —       | —                                                 | 50                                                | 50                                                | F-HESR                                            | 17,8 años                                         |
| Embraer ERJ-145 | 9           | —       | —                                                 | 50                                                | 50                                                | F-HRAP                                            | 17,6 años                                         |
| Embraer ERJ-145 | 9           | —       | —                                                 | 50                                                | 50                                                | F-HOXY                                            | 15,5 años                                         |
| Total           | 16          | —       | Edad media de la flota (julio de 2025): 20,8 años | Edad media de la flota (julio de 2025): 20,8 años | Edad media de la flota (julio de 2025): 20,8 años | Edad media de la flota (julio de 2025): 20,8 años | Edad media de la flota (julio de 2025): 20,8 años |

### Flota histórica
| Aeronaves                      | Total | Introducido | Retirado | Matrículas              |
| ------------------------------ | ----- | ----------- | -------- | ----------------------- |
| ATR 42-500                     | 1     | 2020        | 2023     | F-HLIA                  |
| ATR 72-600                     | 3     | 2019        | 2025     | EI-SLP, F-HGNU y F-HIPY |
| British Aerospace Jetstream 31 | 1     | 2017        | 2018     | S5-BMM                  |